# Somatogramm
Ein Somatogramm (von altgriechisch σῶμα soma, deutsch ‚Körper‘ und γράμμα gramma, deutsch ‚Geschriebenes‘) ist ein Diagramm, das dazu verwendet wird, die körperliche Entwicklung eines Säuglings, Kleinkindes oder Jugendlichen hinsichtlich der Körpermaße (Länge, Gewicht, Kopfumfang) darzustellen.

## Methode

Somatogramm für die durchschnittliche Größen- und Gewichtszunahme von Mädchen von 1–20 Jahren

Dabei wird auf der Abszisse in der Regel das Alter und auf der Ordinate der entsprechende Messwert aufgetragen. In dieses Koordinatensystem sind sogenannte Perzentilkurven mit der statistischen Normalverteilung des jeweiligen Messwertes für die unterschiedlichen Altersstufen eingezeichnet. Sucht man nun im Koordinatensystem Alter und Messwert des Indexkindes auf, kann man ablesen, auf welchem Perzentil sich der Messwert befindet, anders ausgedrückt: wie viel Prozent der gleichaltrigen Kinder kleiner oder leichter sind. Liegt beispielsweise ein Kind  mit seiner Körpergröße auf dem 25. Perzentil,  sind 25 % seiner Altersgenossen kleiner, 75 % sind größer.
Da das Gewicht bezogen auf das Alter sehr stark abhängig von der Länge des Kindes ist, werden zu seiner Beurteilung besser Diagramme herangezogen, auf denen auf der Abszisse die Länge und auf der Ordinate das Gewicht aufgetragen ist. Noch genauer wird die Beurteilung durch das Berechnen des Body-Mass-Index (BMI = Gewicht/Länge²). Auch hierfür gibt es Somatogramme mit dem Alter auf der Abszisse und dem Messwert BMI auf der Ordinate. Für Früh- und Neugeborene gibt es eigene Somatogramme, auf denen die Körpermaße bezogen auf die Schwangerschaftsdauer aufgetragen sind.